# ريموند ديفيس
ريموند ديفيس يونيور (بالإنجليزية: Raymond Davis Jr.)‏ عالم أمريكي في الفيزياء والكيمياء، حصل عام 2002 على جائزة نوبل للفيزياء عن "بحوثه الرائدة في الفيزياء الفلكية وبصفة خاصة عن إثباته وجود الجسيم الأولي المسمى نيوترينو.

## سيرته
ولد ريموند ديفيس في 14 أكتوبر 1914 في مدينة واشنطن بالولايات المتحدة الأمريكية وتوفي في 31 مايو 2006 في مدينة بلو بوينت بولاية نيويورك. يقترن اسمه بتجربة هومستاك لقياس النيوترينو.
وقد اشترك مع ريموند ديفيس في جائزة نوبل الفيزيائيان ماساتوشي كوشيبا وريكاردو جياكوني.
من كتبه «المكان والزمان فـي العالم الكوني الحديث» ترجمه إلى العربية الدكتور الفيزيائي أدهم السمان.

## اقرأ أيضا
- تجربة هومستاك
- تذبذب النيوترينو
- نيوترينو
- ديفيز باهكال

## روابط خارجية
- ريموند ديفيس على موقع الموسوعة البريطانية (الإنجليزية)
- ريموند ديفيس على موقع مونزينجر (الألمانية)
- ريموند ديفيس على موقع إن إن دي بي (الإنجليزية)